# Alex Aïnouz
Alex Gabriel Aïnouz, plus connu sous le pseudonyme French Guy Cooking et plus simplement Alex, est un vidéaste français vivant à Paris. Il réalise des tutoriels et des minis-documentaires autour de la cuisine du monde, notamment de la cuisine française et italienne. Il est français mais parle en anglais pour toucher une audience plus large.

## Biographie
Alex Aïnouz est un cuisinier autodidacte[source secondaire souhaitée] qui apprend principalement en expérimentant, une caractéristique de sa chaîne YouTube, qu'il a lancé en 2013.
Il a une formation en ingénierie électrique et en marketing.
Il intervient régulièrement dans Milk Street Radio, un podcast radio culinaire animé par Christopher Kimball (en).

## Publications
- (en) Recette de croissants et brioches, The Times, 2018[7]
- (en) Just a French Guy Cooking : Easy Recipes and Kitchen Hacks for Rookies  (préf. Jamie Oliver), Quadrille Publishing, 6 septembre 2018, 176 p. (ISBN 9781787132238)[2]

## Récompenses
- Prix Best Food, 11ème Shorty Awards (en) (2019)